# Renato (ur. 1957)
Renato, właśc. Carlos Renato Frederico (ur. 21 lutego 1957 w Morungaba) były brazylijski piłkarz. Podczas kariery występował na pozycji ofensywnego pomocnika.

## Kariera klubowa
Karierę piłkarską rozpoczął w 1975 roku w klubie Guarani FC, w którym występował do 1980 roku, gdy przeszedł do São Paulo FC. Największym sukcesem z Guarani było zdobycie Mistrzostwa Brazylii w 1978. W drużynie z São Paulo występował do 1984 roku i zdobył z nim dwukrotnie Mistrzostwo Stanu São Paulo – Campeonato Paulista w 1980 i 1981. W barwach Trójkolorowych zaliczył 92 spotkania strzeljąc przy tym 33 bramki. Rok 1985 spędził w Botafogo FR, w którym rozegrał 17 spotkań i strzelił 2 bramki. W latach 1986–1989 występował w drużynie Atlético Mineiro. Z Atletico dwukrotnie wywalczył Mistrzostwo Stanu Minas Geiras – Campeonato Mineiro w 1986 i 1988. W 1987 znalazł się w 11 sezonu Ligi Brazylijskiej, za co otrzymał nagrodę Srebrnego Buta - Bola de Prata. Jego bilans w klubie z Belo Horizonte to 67 meczów i 20 bramek.
W 1989 zdecydował się na opuszczenie ojczyzny i transfer do klubu Nissan Motors, który później zmienił nazwę na Jokohama Marinos. Z klubem z Jokohamy zdobył Mistrzostwo Japonii w 1990 oraz trzykrotnie Puchar Cesarza w 1990, 1992 i 1993 oraz dwukrotnie wywalczył tytuł króla strzelców Ligi Japońskiej w 1990 i 1991. W 1994 zdecydował się na powrót do Brazylii i występy w klubie Ponte Preta. Karierę zakończył w 1997 roku w klubie Esporte Clube Taubaté.

## Kariera reprezentacyjna
W reprezentacji Brazylii zadebiutował 26 lipca 1979 w meczu przeciwko reprezentacją Boliwii. W 1982 pojechał z reprezentacją na Mistrzostwa Świata rozgrywanych na stadionach Hiszpanii, jednakże nie wystąpił w żadnym meczu.Karierę reprezentacyjną zakończył 12 grudnia 1987 w meczu przeciwko reprezentacji RFN. Łącznie w reprezentacji rozegrał 22 spotkania w których strzelił 3 bramki.

## Sukcesy piłkarskie
- Mistrzostwo Brazylii: 1978
- Mistrzostwo Stanu São Paulo (Campeonato Paulista): 1980, 1981
- Mistrzostwo Stanu Minas Geiras (Campeonato Mineiro): 1986, 1988
- Mistrzostwo Japonii 1990
- Puchar Cesarza: 1990, 1992, 1993